# Chenecey-Buillon
Chenecey-Buillon és un municipi francès situat al departament del Doubs i a la regió de Borgonya - Franc Comtat. L'any 2007 tenia 544 habitants.

## Demografia

### Població
El 2007 la població de fet de Chenecey-Buillon era de 544 persones. Hi havia 235 famílies de les quals 82 eren unipersonals (31 homes vivint sols i 51 dones vivint soles), 63 parelles sense fills, 70 parelles amb fills i 20 famílies monoparentals amb fills.
La població ha evolucionat segons el següent gràfic:
Habitants censats

### Habitatges
El 2007 hi havia 285 habitatges, 239 eren l'habitatge principal de la família, 29 eren segones residències i 17 estaven desocupats. 223 eren cases i 57 eren apartaments. Dels 239 habitatges principals, 178 estaven ocupats pels seus propietaris, 55 estaven llogats i ocupats pels llogaters i 6 estaven cedits a títol gratuït; 5 tenien una cambra, 9 en tenien dues, 38 en tenien tres, 67 en tenien quatre i 120 en tenien cinc o més. 199 habitatges disposaven pel capbaix d'una plaça de pàrquing. A 96 habitatges hi havia un automòbil i a 117 n'hi havia dos o més.

### Piràmide de població
La piràmide de població per edats i sexe el 2009 era:
| Homes | Edats   | Dones |
| ----- | ------- | ----- |
| 0     | 95 o +  | 0     |
| 4     | 90 a 94 | 0     |
| 0     | 85 a 89 | 4     |
| 0     | 80 a 84 | 4     |
| 4     | 75 a 79 | 4     |
| 4     | 70 a 74 | 8     |
| 16    | 65 a 69 | 16    |
| 20    | 60 a 64 | 12    |
| 12    | 55 a 59 | 16    |
| 16    | 50 a 54 | 12    |
| 24    | 45 a 49 | 20    |
| 20    | 40 a 44 | 16    |
| 4     | 35 a 39 | 20    |
| 12    | 30 a 34 | 20    |
| 20    | 25 a 29 | 40    |
| 16    | 20 a 24 | 12    |
| 12    | 15 a 19 | 12    |
| 16    | 10 a 14 | 12    |
| 16    | 5 a 9   | 8     |
| 12    | 0 a 4   | 8     |

## Economia
El 2007 la població en edat de treballar era de 359 persones, 274 eren actives i 85 eren inactives. De les 274 persones actives 256 estaven ocupades (143 homes i 113 dones) i 19 estaven aturades (9 homes i 10 dones). De les 85 persones inactives 46 estaven jubilades, 23 estaven estudiant i 16 estaven classificades com a «altres inactius».

### Ingressos
El 2009 a Chenecey-Buillon hi havia 241 unitats fiscals que integraven 574,5 persones, la mediana anual d'ingressos fiscals per persona era de 18.824 €.

### Activitats econòmiques
Dels 19 establiments que hi havia el 2007, 3 eren d'empreses extractives, 1 d'una empresa alimentària, 1 d'una empresa de fabricació d'altres productes industrials, 4 d'empreses de construcció, 2 d'empreses de comerç i reparació d'automòbils, 2 d'empreses de transport, 2 d'empreses d'hostatgeria i restauració, 2 d'empreses de serveis i 2 d'empreses classificades com a «altres activitats de serveis».
Dels 7 establiments de servei als particulars que hi havia el 2009, 1 era un taller de reparació d'automòbils i de material agrícola, 1 lampisteria, 2 electricistes, 1 perruqueria i 2 restaurants.
L'únic establiment comercial que hi havia el 2009 era una fleca.
L'any 2000 a Chenecey-Buillon hi havia 12 explotacions agrícoles que ocupaven un total de 275 hectàrees.

## Poblacions més properes
El següent diagrama mostra les poblacions més properes.